# Camera dei rappresentanti del Dakota del Nord
La Camera dei rappresentanti del Dakota del Nord è la camera bassa dell'Assemblea legislativa del Dakota del Nord. Essa si riunisce, insieme al Senato, nel Campidoglio dello Stato del Dakota del Nord.
Essa è composta da 94 membri, rinnovati per metà ogni due anni ed aventi un limite di mandato pari a due mandati quadriennali consecutivi.